# 西ヶ原四丁目停留場
西ヶ原四丁目停留場（にしがはらよんちょうめていりゅうじょう）は、東京都北区西ケ原四丁目にある東京都交通局都電荒川線（東京さくらトラム）の停留場である。駅番号はSA 19。
地名は「西ケ原四丁目」だが、東京都交通局は「西ヶ原四丁目」という表記を用いている。

## 歴史
- 1911年（明治44年）8月20日：王子電気軌道飛鳥山上（現・飛鳥山） - 大塚（現・大塚駅前）間開業時に滝野川停留場として開業。
- 1942年（昭和17年）2月1日：王子電気軌道が東京市に買収され、東京市電（現・東京都電車）滝野川線（現・荒川線）の停留場となる。
- 1944年（昭和19年）：戦時体制により滝野川線の営業を休止[4]。
- 1946年（昭和21年）7月10日：滝野川線の営業を再開[5]。
- 1953年（昭和28年）：西ヶ原四丁目停留場へ改称。

## 停留場構造
相対式ホーム2面2線を有する地上駅である。
| 乗車ホーム | 路線                            | 方向 | 行先         |
| ---------- | ------------------------------- | ---- | ------------ |
| 西側       | 都電荒川線 （東京さくらトラム） | 上り | 三ノ輪橋方面 |
| 東側       | 都電荒川線 （東京さくらトラム） | 下り | 早稲田方面   |

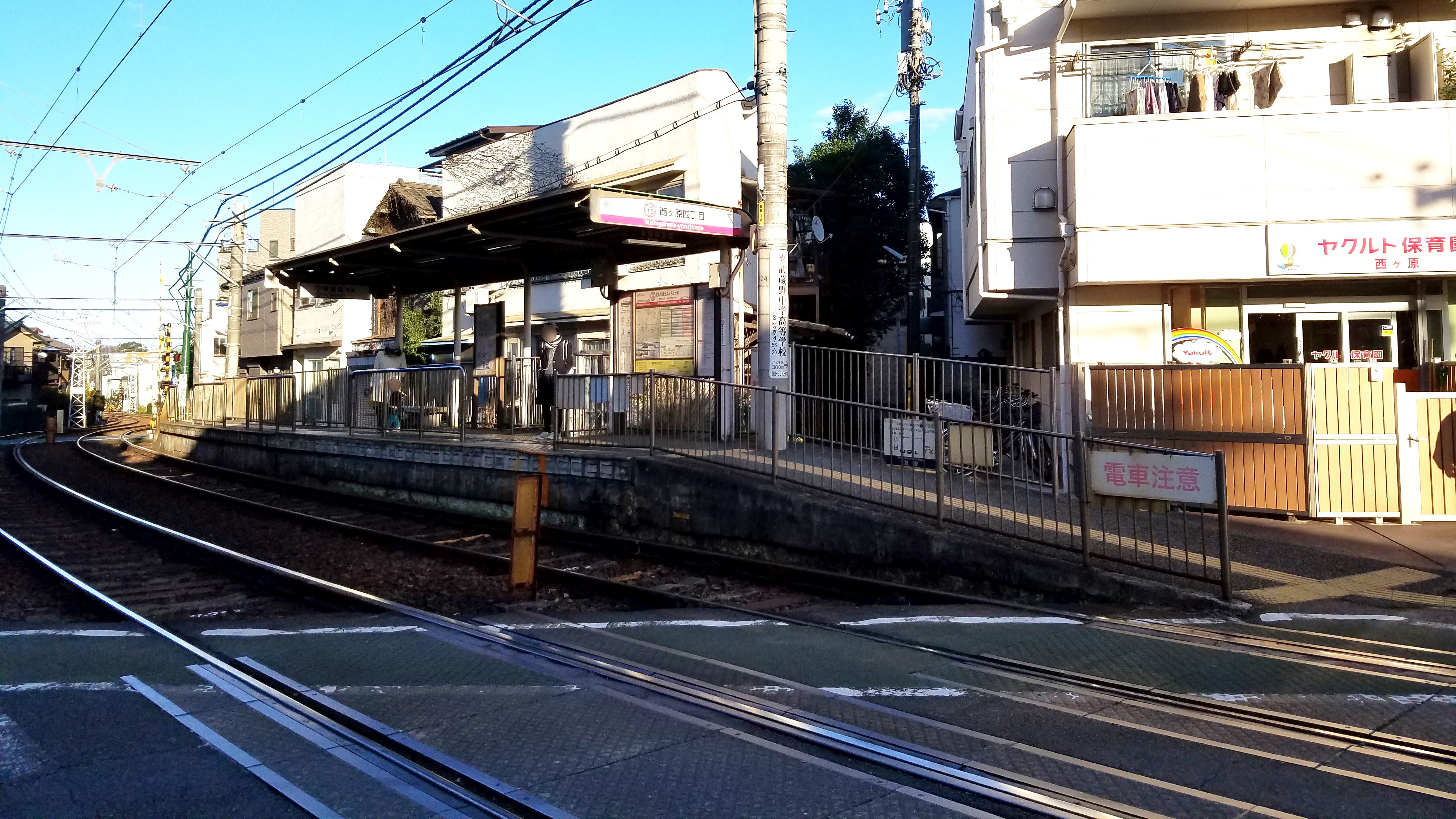
三ノ輪橋方面ホーム（2018年12月）
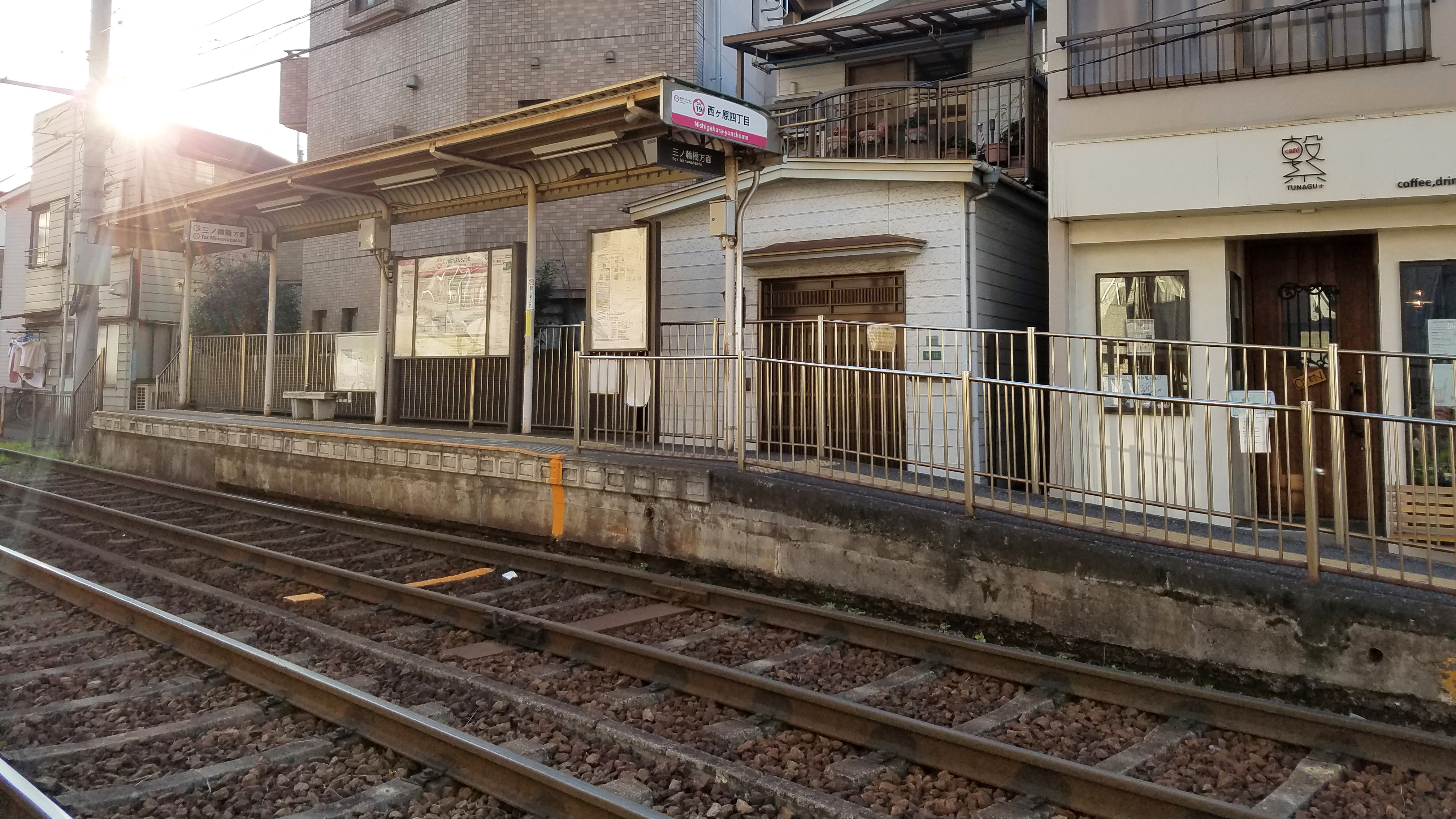
早稲田方面ホーム（2018年12月）

## 停留場周辺
- 西ヶ原みんなの公園
- 天理教麹町大教会
- 豊島区立西巣鴨体育場
- 善養寺
- 清巌寺
- 良感寺
- 東京都立王子総合高等学校
- 武蔵野中学校・高等学校
- 東京歯科衛生専門学校

## 隣の停留場
東京都交通局
 都電荒川線（東京さくらトラム）
滝野川一丁目停留場 (SA 18) - 西ヶ原四丁目停留場 (SA 19) - 新庚申塚停留場 (SA 20)